# Football League Cup 1983-1984
La Football League Cup 1983-1984, conosciuta anche con il nome di Milk Cup per motivi di sponsorizzazione, è stata la 24ª edizione del terzo torneo calcistico più importante del calcio inglese, la 18ª in finale unica. La manifestazione, ebbe inizio il 29 agosto 1983 e si concluse il 28 marzo 1984 al Maine Road di Manchester, dove venne disputato il replay della finale, che fece seguito al primo match giocato a Wembley.
Il trofeo fu vinto per la quarta volta consecutiva dal Liverpool, che nella ripetizione della finale si impose con il punteggio di 1-0 sui rivali cittadini dell'Everton.

## Formula
La Football League Cup era riservata alle 92 squadre della Football League. Il torneo era composto da scontri ad eliminazione diretta, che prevedevano nel primo e nel secondo turno, due match: regola dei gol in trasferta in caso di parità, ma solo dopo i tempi supplementari ed a seguire eventuali calci di rigore. Analogamente anche le semifinali, si disputavano con il doppio confronto di andata e di ritorno, ma a differenza di quanto accadeva nei primi due round, una parità di gol nell'aggregato anche dopo i supplementari, dava luogo all'effettuazione della partita di ripetizione (quindi niente regola dei gol fuori casa). Mentre dal terzo al quinto turno ed in finale si giocava una singola gara: se l'esito risultava un pareggio si procedeva ad una ripetizione a campi invertiti fino a quando non c'era una vincitrice (in finale invece si rigiocava sempre in campo neutro). Nell'eventualità di un pari anche nel replay si disputavano i tempi supplementari.
|                              | Squadre che entrano in questo turno                                                                    | Squadre qualificate dal turno precedente    |
| ---------------------------- | --- | ------------------------------------------- |
| Primo turno (56 squadre)     | - 24 squadre dalla Fourth Division - 24 squadre dalla Third Division - 8 squadre dalla Second Division |                                             |
| Secondo turno (64 squadre)   | - 22 squadre dalla First Division - 14 squadre dalla Second Division                                   | - 28 squadre vincitrici del primo turno     |
| Terzo turno (32 squadre)     | | - 32 squadre vincitrici del secondo turno   |
| Quarto turno (16 squadre)    | | - 16 squadre vincitrici del terzo turno     |
| Quarti di finale (8 squadre) | | - 8 squadre vincitrici del quarto turno     |
| Semifinali (4 squadre)       | | - 4 squadre vincitrici dei quarti di finale |
| Finale (2 squadre)           | | - 2 squadre vincitrici delle semifinali     |

## Primo turno
| Squadra 1       | Totale          | Squadra 2         | Andata         | Ritorno           |
| --------------- | --------------- | ----------------- | -------------- | ----------------- |
|                 |                 |                   | 29 agosto 1983 | 13 settembre 1983 |
| Bradford City   | 1 - 2           | Sheffield Utd     | 0 - 1          | 1 - 1             |
| Millwall        | 5 - 1           | Northampton Town  | 3 - 0          | 2 - 1             |
| Southend Utd    | 5 - 6           | Wimbledon FC      | 1 - 0          | 4 - 6 (d.t.s.)    |
|                 |                 |                   | 30 agosto 1983 | 12 settembre 1983 |
| Preston N.E.    | 1 - 0           | Tranmere          | 1 - 0          | 0 - 0             |
| Rochdale        | 2 - 5           | Stockport County  | 0 - 3          | 2 - 2             |
|                 |                 |                   | 30 agosto 1983 | 13 settembre 1983 |
| Aldershot       | 6 - 3           | Leyton Orient     | 3 - 0          | 3 - 3             |
| Blackpool       | 3 - 4           | Walsall           | 2 - 1          | 1 - 3             |
| Bournemouth     | 3 - 4           | Bristol Rovers    | 1 - 2          | 2 - 2             |
| Brentford       | 4 - 2           | Charlton          | 3 - 0          | 1 - 2             |
| Crewe Alexandra | 5 - 3           | Burnley           | 1 - 0          | 4 - 3             |
| Gillingham      | 1 - 6           | Chelsea           | 1 - 2          | 0 - 4             |
| Halifax Town    | 2 - 4           | Darlington        | 0 - 1          | 2 - 3             |
| Mansfield Town  | 2 - 7           | Huddersfield Town | 1 - 2          | 1 - 5             |
| Middlesbrough   | 1 - 1 (3-5 dcr) | Chesterfield      | 0 - 1          | 1 - 0 (d.t.s.)    |
| Scunthorpe Utd  | 1 - 4           | Doncaster         | 1 - 1          | 0 - 3             |
| Swindon Town    | 2 - 4           | Plymouth          | 1 - 0          | 1 - 4             |
| Wigan           | 1 - 4           | Bury              | 1 - 2          | 0 - 2             |
| York City       | 2 - 3           | Grimsby Town      | 2 - 1          | 0 - 2 (d.t.s.)    |
|                 |                 |                   | 30 agosto 1983 | 14 settembre 1983 |
| Bolton          | 3 - 3 (0-2 dcr) | Chester City      | 3 - 0          | 0 - 3 (d.t.s.)    |
| Colchester Utd  | 6 - 6 (gfc)     | Reading           | 3 - 2          | 3 - 4 (d.t.s.)    |
| Crystal Palace  | 3 - 3 (2-4 dcr) | Peterborough Utd  | 3 - 0          | 0 - 3 (d.t.s.)    |
| Hull City       | 1 - 3           | Lincoln City      | 0 - 0          | 1 - 3 (d.t.s.)    |
| Newport County  | 2 - 4           | Torquay Utd       | 2 - 3          | 0 - 1             |
| Rotherham Utd   | 1 - 0           | Hartlepool Utd    | 0 - 0          | 1 - 0             |
|                 |                 |                   | 31 agosto 1983 | 12 settembre 1983 |
| Oxford Utd      | 2 - 1           | Bristol City      | 1 - 1          | 1 - 0             |
|                 |                 |                   | 31 agosto 1983 | 13 settembre 1983 |
| Exeter City     | 3 - 5           | Cardiff City      | 2 - 3          | 1 - 2             |
| Hereford Utd    | 4 - 5           | Portsmouth        | 3 - 2          | 1 - 3             |
| Port Vale       | 8 - 2           | Wrexham           | 3 - 1          | 5 - 1             |

## Secondo turno
| Squadra 1         | Totale          | Squadra 2         | Andata         | Ritorno         |
| ----------------- | --------------- | ----------------- | -------------- | --------------- |
|                   |                 |                   | 3 ottobre 1983 | 25 ottobre 1983 |
| Stockport County  | 2 - 4           | Oldham Athletic   | 0 - 2          | 2 - 2           |
|                   |                 |                   | 3 ottobre 1983 | 26 ottobre 1983 |
| Port Vale         | 0 - 3           | Manchester Utd    | 0 - 1          | 0 - 2           |
|                   |                 |                   | 4 ottobre 1983 | 25 ottobre 1983 |
| Aldershot         | 3 - 8           | Notts County      | 2 - 4          | 1 - 4           |
| Brighton          | 5 - 4           | Bristol Rovers    | 4 - 2          | 1 - 2 (d.t.s.)  |
| Bury              | 1 - 12          | West Ham Utd      | 1 - 2          | 0 - 10          |
| Carlisle Utd      | 2 - 3           | Southampton       | 2 - 0          | 0 - 3 (d.t.s.)  |
| Grimsby Town      | 1 - 2           | Coventry City     | 0 - 0          | 1 - 2           |
| Huddersfield Town | 4 - 3           | Watford           | 2 - 1          | 2 - 2           |
| Millwall          | 4 - 5           | West Bromwich     | 3 - 0          | 1 - 5           |
| Plymouth          | 1 - 2           | Arsenal           | 1 - 1          | 0 - 1           |
| QPR               | 8 - 4           | Crewe Alexandra   | 8 - 1          | 0 - 3           |
| Rotherham Utd     | 4 - 3           | Luton Town        | 2 - 3          | 2 - 0 (d.t.s.)  |
| Sheffield Weds    | 7 - 2           | Darlington        | 3 - 0          | 4 - 2           |
| Shrewsbury Town   | 4 - 3           | Sheffield Utd     | 2 - 1          | 2 - 2           |
| Swansea City      | 1 - 2           | Colchester Utd    | 1 - 1          | 0 - 1           |
| Walsall           | 3 - 0           | Barnsley          | 1 - 0          | 2 - 0           |
| Wolverhampton     | 2 - 4           | Preston N.E.      | 2 - 3          | 0 - 1           |
|                   |                 |                   | 4 ottobre 1983 | 26 ottobre 1983 |
| Cambridge Utd     | 5 - 7           | Sunderland        | 2 - 3          | 3 - 4           |
| Cardiff City      | 0 - 3           | Norwich City      | 0 - 0          | 0 - 3           |
| Chesterfield      | 2 - 3           | Everton           | 0 - 1          | 2 - 2           |
| Portsmouth        | 4 - 5           | Aston Villa       | 2 - 2          | 2 - 3 (d.t.s.)  |
| Wimbledon FC      | 3 - 1           | Nottingham Forest | 2 - 0          | 1 - 1           |
|                   |                 |                   | 5 ottobre 1983 | 25 ottobre 1983 |
| Brentford         | 1 - 8           | Liverpool         | 1 - 4          | 0 - 4           |
| Derby County      | 0 - 7           | Birmingham City   | 0 - 3          | 0 - 4           |
| Leicester City    | 2 - 2 (3-4 dcr) | Chelsea           | 0 - 2          | 2 - 0 (d.t.s.)  |
| Torquay Utd       | 0 - 6           | Manchester City   | 0 - 0          | 0 - 6           |
|                   |                 |                   | 5 ottobre 1983 | 26 ottobre 1983 |
| Doncaster         | 2 - 6           | Fulham            | 1 - 3          | 1 - 3           |
| Ipswich Town      | 6 - 4           | Blackburn         | 4 - 3          | 2 - 1           |
| Leeds Utd         | 4 - 2           | Chester City      | 0 - 1          | 4 - 1           |
| Newcastle Utd     | 2 - 3           | Oxford Utd        | 1 - 1          | 1 - 2           |
| Stoke City        | 2 - 1           | Peterborough Utd  | 0 - 0          | 2 - 1           |
| Tottenham         | 4 - 3           | Lincoln City      | 3 - 1          | 1 - 2           |

## Terzo turno
| Squadra 1       | Risultato | Squadra 2         |
| --------------- | --------- | ----------------- |
| 8 novembre 1983 |           |                   |
| Birmingham City | 2 - 2     | Notts County      |
| Colchester Utd  | 0 - 2     | Manchester Utd    |
| Fulham          | 1 - 1     | Liverpool         |
| Preston N.E.    | 0 - 2     | Sheffield Weds    |
| Rotherham Utd   | 2 - 1     | Southampton       |
| Stoke City      | 0 - 0     | Huddersfield Town |
| Walsall         | 2 - 1     | Shrewsbury Town   |
| West Ham Utd    | 1 - 0     | Brighton          |
| Wimbledon FC    | 3 - 1     | Oldham Athletic   |
| 9 novembre 1983 |           |                   |
| Aston Villa     | 3 - 0     | Manchester City   |
| Chelsea         | 0 - 1     | West Bromwich     |
| Everton         | 2 - 1     | Coventry City     |
| Ipswich Town    | 3 - 2     | QPR               |
| Leeds Utd       | 1 - 1     | Oxford Utd        |
| Norwich City    | 0 - 0     | Sunderland        |
| Tottenham       | 1 - 2     | Arsenal           |

### Replay
| Squadra 1         | Risultato      | Squadra 2       |
| ----------------- | -------------- | --------------- |
| 22 novembre 1983  |                |                 |
| Huddersfield Town | 0 - 2          | Stoke City      |
| Liverpool         | 1 - 1 (d.t.s.) | Fulham          |
| Notts County      | 0 - 0 (d.t.s.) | Birmingham City |
| Sunderland        | 1 - 2          | Norwich City    |
| 23 novembre 1983  |                |                 |
| Oxford Utd        | 4 - 1          | Leeds Utd       |

### Secondo replay
| Squadra 1        | Risultato      | Squadra 2    |
| ---------------- | -------------- | ------------ |
| 22 novembre 1983 |                |              |
| Birmingham City  | 0 - 0 (d.t.s.) | Notts County |
| Fulham           | 0 - 1 (d.t.s.) | Liverpool    |

### Terzo replay
| Squadra 1       | Risultato | Squadra 2       |
| --------------- | --------- | --------------- |
| 5 dicembre 1983 |           |                 |
| Notts County    | 1 - 3     | Birmingham City |

## Quarto turno
| Squadra 1        | Risultato | Squadra 2      |
| ---------------- | --------- | -------------- |
| 29 novembre 1983 |           |                |
| Arsenal          | 1 - 2     | Walsall        |
| Rotherham Utd    | 1 - 0     | Wimbledon FC   |
| 30 novembre 1983 |           |                |
| Ipswich Town     | 0 - 1     | Norwich City   |
| Oxford Utd       | 1 - 1     | Manchester Utd |
| Stoke City       | 0 - 1     | Sheffield Weds |
| West Bromwich    | 1 - 2     | Aston Villa    |
| West Ham Utd     | 2 - 2     | Everton        |
| 20 dicembre 1983 |           |                |
| Birmingham City  | 1 - 1     | Liverpool      |

### Replay
| Squadra 1        | Risultato      | Squadra 2       |
| ---------------- | -------------- | --------------- |
| 6 dicembre 1983  |                |                 |
| Everton          | 2 - 0 (d.t.s.) | West Ham Utd    |
| 7 dicembre 1983  |                |                 |
| Manchester Utd   | 1 - 1 (d.t.s.) | Oxford Utd      |
| 22 dicembre 1983 |                |                 |
| Liverpool        | 3 - 0          | Birmingham City |

### Secondo replay
| Squadra 1        | Risultato      | Squadra 2      |
| ---------------- | -------------- | -------------- |
| 19 dicembre 1983 |                |                |
| Oxford Utd       | 2 - 1 (d.t.s.) | Manchester Utd |

## Quarti di finale
| Squadra 1       | Risultato | Squadra 2   |
| --------------- | --------- | ----------- |
| 17 gennaio 1984 |           |             |
| Norwich City    | 0 - 2     | Aston Villa |
| Sheffield Weds  | 2 - 2     | Liverpool   |
| 18 gennaio 1984 |           |             |
| Oxford Utd      | 1 - 1     | Everton     |
| Rotherham Utd   | 2 - 4     | Walsall     |

### Replay
| Squadra 1       | Risultato | Squadra 2      |
| --------------- | --------- | -------------- |
| 24 gennaio 1984 |           |                |
| Everton         | 4 - 1     | Oxford Utd     |
| 25 gennaio 1984 |           |                |
| Liverpool       | 3 - 0     | Sheffield Weds |

## Semifinali
| Squadra 1 | Totale | Squadra 2   | Andata           | Ritorno          |
| --------- | ------ | ----------- | ---------------- | ---------------- |
|           |        |             | 7 febbraio 1984  | 14 febbraio 1984 |
| Liverpool | 4 - 2  | Walsall     | 2 - 2            | 2 - 0            |
|           |        |             | 15 febbraio 1984 | 22 febbraio 1983 |
| Everton   | 2 - 1  | Aston Villa | 2 - 0            | 0 - 1            |

## Finale
| Londra 25 marzo 1984 | Liverpool | 0 – 0 (d.t.s.) | Everton | Wembley Stadium (100.000 spett.) |

| Liverpool | Everton |

| LIVERPOOL       |    |                      |
|                 |    |                      |
| P               | 1  | Bruce Grobbelaar     |
| D               | 2  | Phil Neal            |
| D               | 3  | Alan Kennedy         |
| D               | 4  | Mark Lawrenson       |
| C               | 5  | Ronnie Whelan        |
| D               | 6  | Alan Hansen          |
| A               | 7  | Kenny Dalglish       |
| C               | 8  | Sammy Lee            |
| A               | 9  | Ian Rush             |
| C               | 10 | Craig Johnston 91’   |
| C               | 11 | Graeme Souness (C)   |
| A disposizione: |    |                      |
| A               | 12 | Michael Robinson 91’ |
| Manager:        |    |                      |
| Joe Fagan       |    |                      |

| EVERTON         |    |                     |
|                 |    |                     |
| P               | 1  | Neville Southall    |
| D               | 2  | Gary Stevens        |
| D               | 3  | John Bailey         |
| D               | 4  | Kevin Ratcliffe (C) |
| D               | 5  | Derek Mountfield    |
| C               | 6  | Peter Reid          |
| C               | 7  | Alan Irvine         |
| C               | 8  | Adrian Heath        |
| A               | 9  | Graeme Sharp        |
| C               | 10 | Kevin Richardson    |
| C               | 11 | Kevin Sheedy        |
| A disposizione: |    |                     |
| D               | 12 | Alan Harper         |
| Manager:        |    |                     |
| Howard Kendall  |    |                     |

### Replay
| Manchester 28 marzo 1984                      | Liverpool | 1 – 0 | Everton | Maine Road (52.089 spett.) |
| \| \| \| \| \| Souness 21’ \| Marcatori \| \| |           |       |         |                            |
|                                               |           |       |         |                            |
| Souness 21’                                   | Marcatori |       |         |                            |

| Liverpool | Everton |

| LIVERPOOL       |    |                    |
|                 |    |                    |
| P               | 1  | Bruce Grobbelaar   |
| D               | 2  | Phil Neal          |
| D               | 3  | Alan Kennedy       |
| D               | 4  | Mark Lawrenson     |
| C               | 5  | Ronnie Whelan      |
| D               | 6  | Alan Hansen        |
| A               | 7  | Kenny Dalglish     |
| C               | 8  | Sammy Lee          |
| A               | 9  | Ian Rush           |
| C               | 10 | Craig Johnston     |
| C               | 11 | Graeme Souness (C) |
| A disposizione: |    |                    |
| A               | 12 | Michael Robinson   |
| Manager:        |    |                    |
| Joe Fagan       |    |                    |

| EVERTON         |    |                     |
|                 |    |                     |
| P               | 1  | Neville Southall    |
| D               | 2  | Gary Stevens        |
| D               | 3  | John Bailey         |
| D               | 4  | Kevin Ratcliffe (C) |
| D               | 5  | Derek Mountfield    |
| C               | 6  | Peter Reid          |
| C               | 7  | Alan Irvine         |
| C               | 8  | Adrian Heath        |
| A               | 9  | Graeme Sharp        |
| C               | 10 | Kevin Richardson    |
| C               | 11 | Alan Harper         |
| A disposizione: |    |                     |
| C               | 12 | Andy King           |
| Manager:        |    |                     |
| Howard Kendall  |    |                     |